# Fusain
Pour les articles homonymes, voir Fusain (homonymie).

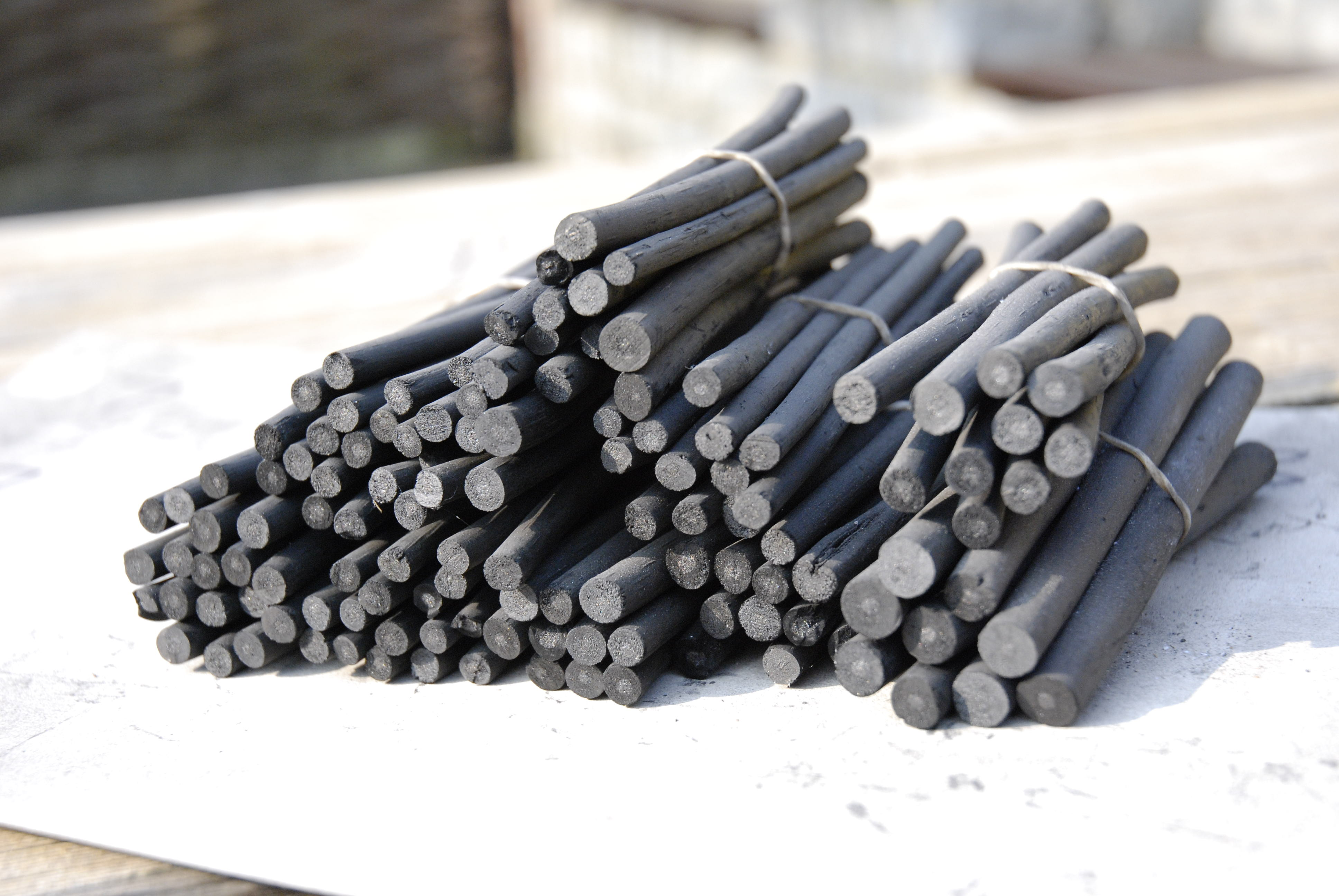
Bâtonnets de fusain naturel (saule).

Le fusain est une branche de saule ou de fusain d'Europe carbonisée en vase clos, destiné au dessin.
Le fusain donne des traits et des aplats noirs d'une densité facile à moduler et qui s'effacent sans difficulté, ce qui en fait un instrument classique pour l'apprentissage et pour l'esquisse. Il permet un grand nombre de repentirs et de corrections. Le dessin au fusain se reporte, inversé, sur un support en contact avec le papier et s'estompe facilement. Ces facilités favorisent un ouvrage moins précis que le dessin au crayon, et qui se conserve mal, à moins qu'on l'ait fixé par une vaporisation de vernis.

## Dessin au fusain
Dans l'art préhistorique, le trait de fusain délimite les contours d'une forme et l'estompe confère à la figure peinte des effets de mouvement et de relief. Son usage à partir de branche de conifères remonte au moins à 36 000 ans, selon la datation effectuée à partir des dessins de la grotte Chauvet. 
Si beaucoup d'artistes depuis la Renaissance ont utilisé le fusain (Léonard de Vinci, Verrocchio, Dürer, Pontormo), peu d'œuvres ont été conservées parmi lesquelles celles de Carrache, du Baroche, de Reni ou Dominiquin[réf. nécessaire]. Le mot fusain ou fusin, comme instrument de dessin, est attesté en français depuis 1704. Les artistes le désignaient aussi sous le nom de charbon de Garais.
Cependant, pour Karl Robert, « l'essor du fusain remonte à 1847 ou 1848 (p. 8). ». Cet usage n'est pas sans rapport avec le goût de l'époque pour le rendu des lumières. Plus que les crayons, la pierre noire, la sanguine, en effet, le fusain se prète aux aplats et au rendu du modelé (p. 10).
Classiques (Prud'hon) et Romantiques (Delacroix, Goya) s'en servirent comme instrument de dessin.
Les post-impressionnistes en firent un usage plus approfondi, tels Degas, Redon et surtout Seurat.
Ce dernier réalisa de nombreuses études préparatoires à ses œuvres pointillistes et (et c’est la majorité) de dessins indépendants (série des 'Noirs') au fusain qui lui permettaient de travailler la composition par plans de valeurs, recherchant les volumes sans avoir recours à la ligne et analysant les jeux d’ombres et de lumières au seul moyen des gris.
Auguste Allongé fut un des maîtres du fusain au XIXe siècle. Il enseigna le dessin au fusain et publia en 1873 un traité sur cet art qui fut traduit en plusieurs langues.

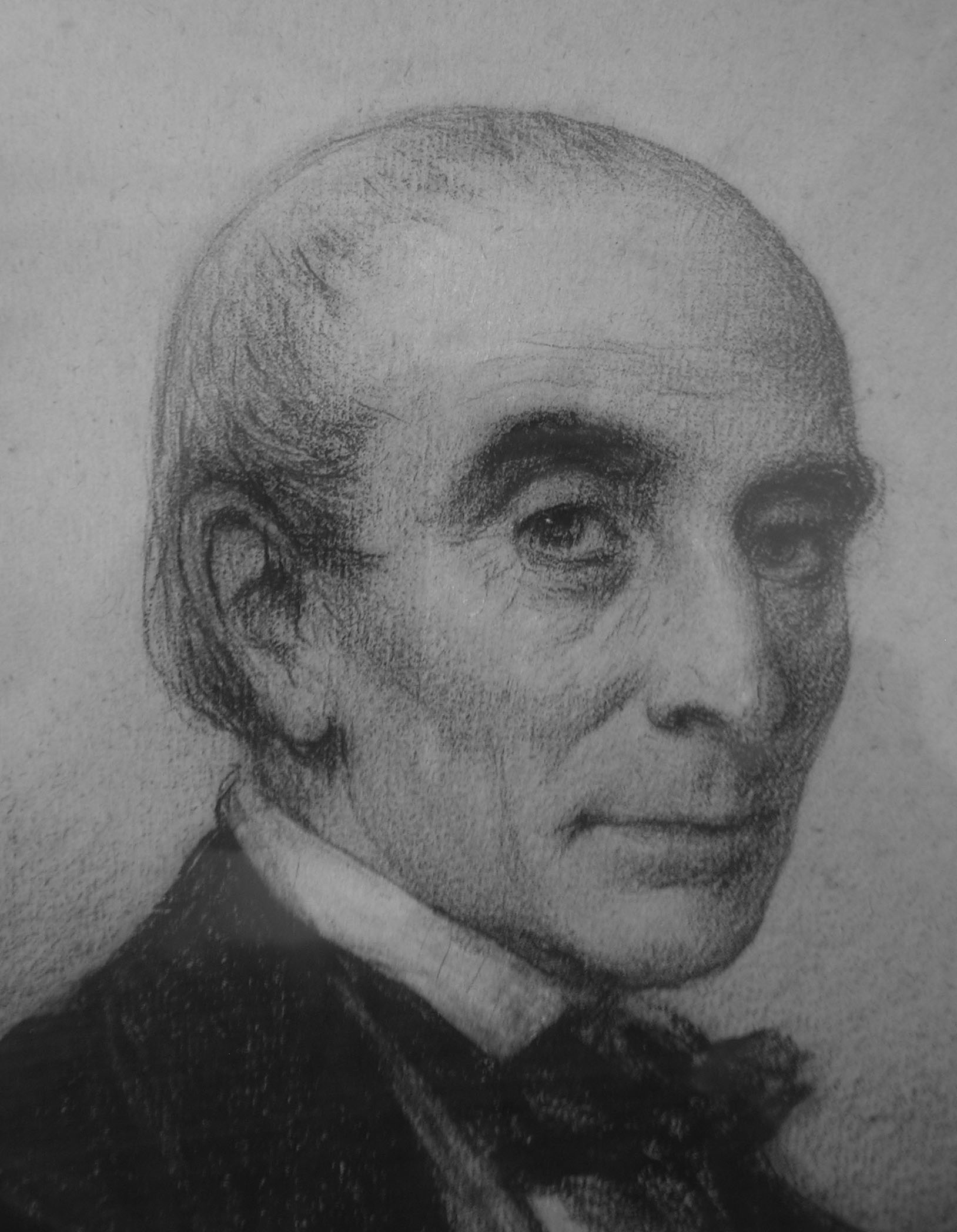
Portrait de Pascal Coste, vers 1859.
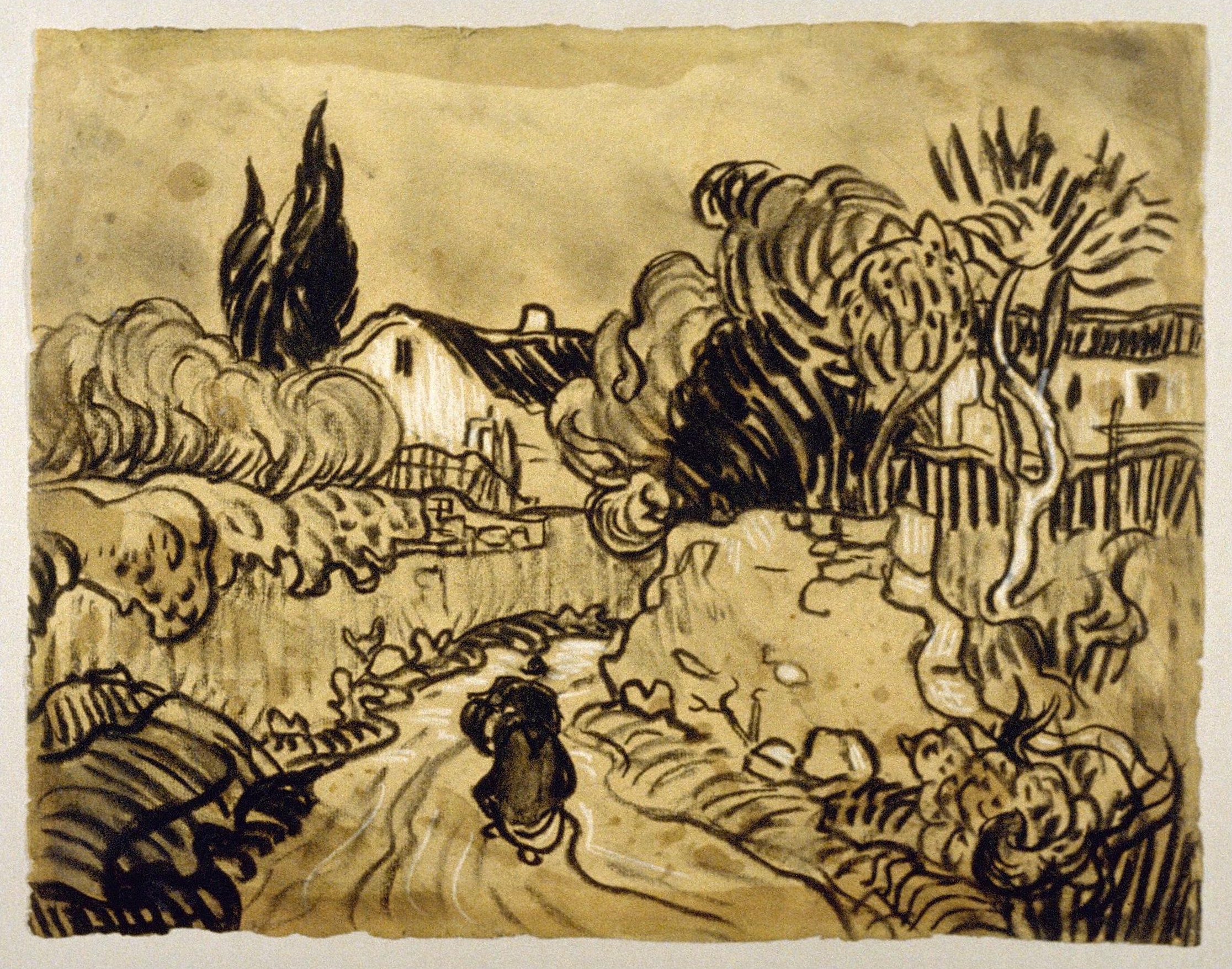
Vincent van Gogh, paysage d'Auvers, 1890. avec crayon et craie blanche.
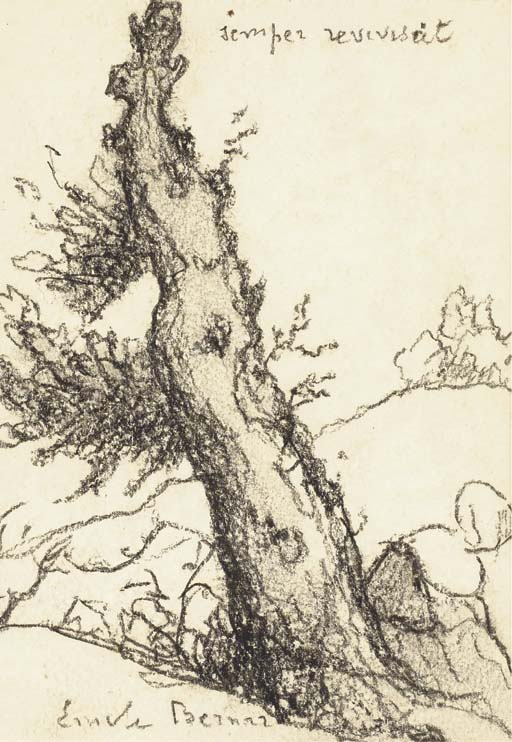
Émile Bernard, Bretonne près d'un arbre.
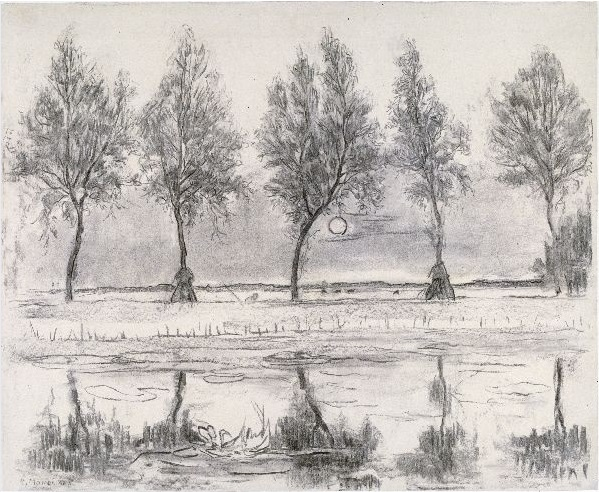
Piet Mondrian, Arbres sous la lune près de la Gein, 1907.

### Technique

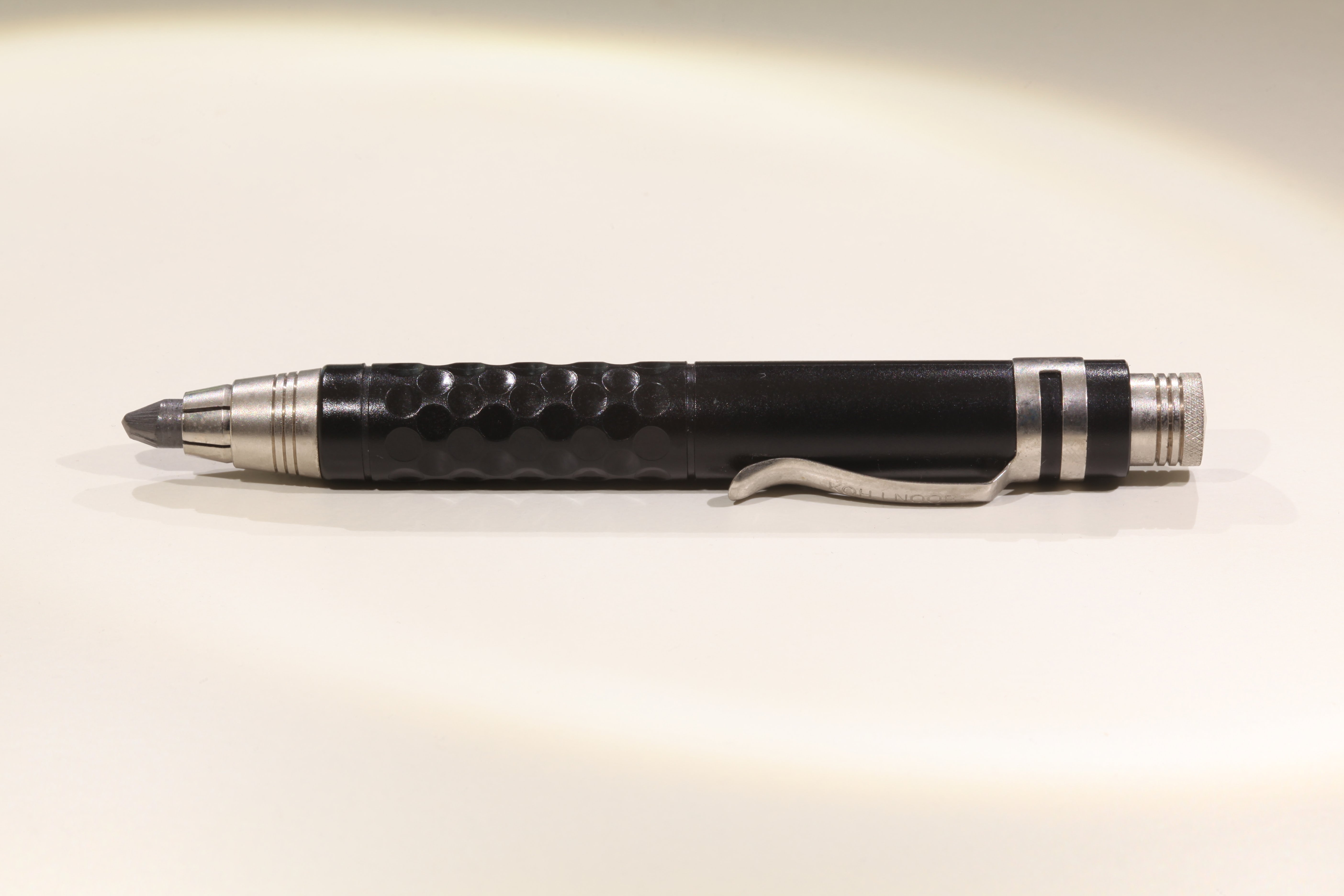
Porte-mine de fusain.

Le fusain est depuis le XIXe siècle l'outil de dessin le plus simple et le plus utilisé dans le dessin d'art, les études, les esquisses, car il est bon marché et permet d'obtenir des noirs très profonds, des tracés précis, fins ou au contraire très larges, selon la façon dont il est utilisé.
Les peintres esquissent au fusain sur la toile destinée à recevoir la peinture. L'excès de poudre s'enlève d'un coup de chiffon pour laisser un dessin léger dont la trace disparaitra sous la couleur.
Les traces laissées par le fusain naturel peuvent être enlevées ou atténuées avec une gomme mie de pain, gomme la mieux adaptée, puisqu'elle n'étale pas le carbone très poudreux.

### Conservation des dessins
La marque du fusain sur le support est fugace, ce qui a l'avantage de permettre repentirs et corrections, mais oblige, pour conserver un dessin au fusain, à utiliser un fixatif, afin d'éviter que le carbone ne se décolle, lorsqu'un quelconque objet est frotté sur le support. Autrefois, on fixait le travail en imprégnant le papier par derrière avec un vernis fluide. Il existe aujourd'hui des produits en bombe ou en flacons (à utiliser avec un petit vaporisateur à bouche). On peut par économie utiliser de la laque pour cheveux mais, n'étant pas destinée à cet usage, elle peut entraîner des désagréments comme, à terme, le jaunissement de la feuille.
S'il n'est pas encadré, le dessin au fusain sur papier sera conservé entre deux feuilles de papier cristal.

## Fabrication du fusain

### Arbres

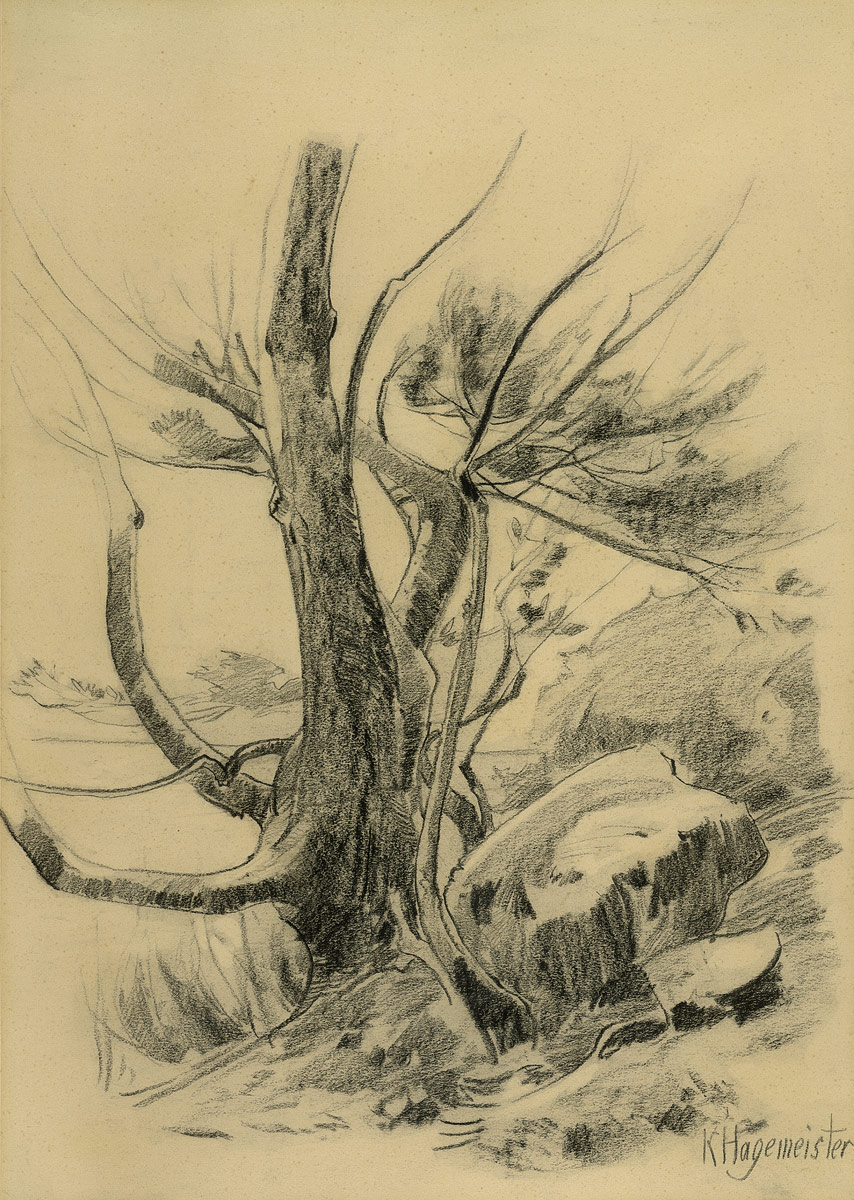
Karl Hagemeister, Saule, v. 1911.

Le bois le plus utilisé aujourd'hui est le saule car il permet une grande variété de diamètres, une homogénéité de tendreté et une bonne densité de noirs. D'autres arbres peuvent servir : fusain d'Europe bien sûr, bouleau, épicéa (en Finlande), tilleul mais aussi noyer, figuier, prunier, myrte (en Grèce) ou romarin (en Italie) et buis.
Des imitations de fusain proviennent d'arbres divers : les branches plus épaisses sont coupées dans leur longueur pour imiter la taille de fusains. On reconnait un fusain naturel à l'anneau entourant son rond central (marque de son âge : un an)[réf. souhaitée].

### Préparation
Le dessinateur le fabriquait autrefois lui-même. La recette de Cennino Cennini est simple : lier les baguettes et les placer dans un pot fermé que l'on porte au four du boulanger.
Les procédés industriels sont similaires : il s'agit de fabriquer un charbon de bois par pyrolyse en  chauffant sans apport d'oxygène.

### Catégories
Selon la partie de la branche dans laquelle il a été découpé, les bâtonnets peuvent être de différentes grosseurs/diamètres : fin ou mignonette (2-3 mm), moyen ou petit buisson (4-6 mm), gros ou moyen buisson (7-9 mm), très gros ou gros buisson (12-14 mm) jusqu'à géant pour la scénographie (16-24 mm).
Le fusain peut être plus ou moins tendre, selon le degré de cuisson. Comme pour le crayon mine, dur, il laisse moins de trace, mais peut marquer le papier, et à l'opposé, tendre, il le noircit.

### Fusain compressé
Il existe également du fusain compressé ou comprimé : plus dur, il se compose de poudre de fusain mélangée à un liant. Il est plus difficile à effacer. Il se trouve soit en bâtons, soit dans des crayons-fusains.

### Le mot «fusain»
Le mot « fusain » (XIIe – XXIe siècle), dont une variante passée est « fusin » (XVIIIe – XIXe siècle), est tiré du latin fusago, fusaginis.

### Calendrier républicain français
Le poète Fabre d'Églantine avait prévu, parmi les noms remplaçant le saint catholique du jour, dans le calendrier usuel, celui de Fusain pour le 26e jour du mois de floréal, correspondant au 15 mai du calendrier grégorien pour les années non bissextiles.